# Dominique de Montvalon
Pour les autres membres de la famille, voir Famille de Barrigue de Fontainieu et de Montvalon.
Dominique de Barrigue de Montvallon, dit Dominique de Montvalon, est un journaliste et éditorialiste français, né le 27 janvier 1947 à Neuilly-sur-Seine.

## Biographie
Fils du journaliste Robert de Montvalon et neveu du dessinateur Piem, Dominique de Montvalon est ancien élève du Centre de formation des journalistes (CFJ).
À l’hebdomadaire Le Point de 1972 à 1982, il est journaliste politique, puis rédacteur en chef politique.
À L'Express de 1982 à 1994, il est journaliste politique, puis rédacteur en chef chargé de la politique.
Sur RMC de 1994 à 1996, il est chef du service politique.
Au Parisien-Aujourd’hui en France de 1996 à 2009, il est rédacteur en chef, responsable du service politique, puis directeur des rédactions.
À France-Soir entre 2010 et 2013, il est rédacteur en chef du service politique puis, à partir de janvier 2012, rédacteur en chef de francesoir.fr, la version entièrement numérique.
À  L'Opinion, il est journaliste et éditorialiste politique, de 2013 à août 2014.
Il est rédacteur en chef et chef du service politique du Journal du Dimanche de novembre 2014 à août 2016.
Depuis 2020, il intervient régulièrement dans des débats en plateau sur la chaîne d’information CNews.

## Polémiques
Dominique de Montvalon a été critiqué par des observateurs politiques et des journalistes[Qui ?] pour sa complaisance vis-à-vis de Florian Philippot, président du parti d'extrême-droite Les Patriotes, lors d'une soirée-débat organisée le 2 octobre 2017 au théâtre de Poche-Montparnasse, par Philippe Tesson, directeur du théâtre, juste après son annonce de départ du Front national,. Dominique de Montvalon y a notamment déclaré « J’aime beaucoup Florian Philippot » et « Nous assistons ce soir au retour de Florian Philippot au naturel ».

## Publications
- Avec Sylvie Pierre-Brossolette, Le Couple impossible, éditions Belfond, 1987.
- La Défaite en chantant. Entretiens avec Claude Allègre, éditions Plon, 2007.
- (avec Nathalie Segaunes), Dico inespéré de la gauche, éditions Le Parisien, 2007.
- L'Imposture climatique. Entretiens avec Claude Allègre, Plon, 2010.
- Sarko ou le complexe de Zorro. Entretiens avec Claude Allègre, éditions Plon, 2012.
- Faut-il avoir peur du nucléaire ?, conversations avec Claude Allègre, Plon, 2011.